# 泛船浦圣多明我主教座堂
泛船浦圣多明我主教座堂，又称泛船浦天主教堂，位于中国福州市仓山区泛船浦菖蒲墩，面对闽江，是福建省规模最大的天主教堂。
该堂是由来华的西班牙多明我会创建于1864年。当时福建官府用这片闽江边的农田来抵换城内宫巷禁教时期被没收改为关帝庙的旧天主堂。
1911年，泛船浦天主堂成为天主教福州教区的主教座堂。传教范围是仓山区的东半部。1932年重建为一座哥特式建筑，高31米，面积为1371.4平方米，可容2000余人。1949年以前，福州市区的1万多天主教徒中，就有一半属于该堂（5153人）。其中绝大部分都是水上的船民。
泛船浦天主教堂在1966年文革中关闭，改作他用。1985年重新开放。1994年，该堂教友有16000人，仍占福州市区信徒（3万）的一半。该堂现在被列为仓山区重点文物保护单位、福建省文物保护单位。
由于泛船浦教堂牧师楼位于规划开辟的南江滨大道中央，从2008年8月30日开始的半个月内，福建省建筑科学研究院对其进行平移，向东移动75.6米，向南移动30.7米，并且旋转了90度，由东西向改为向北面向闽江。 

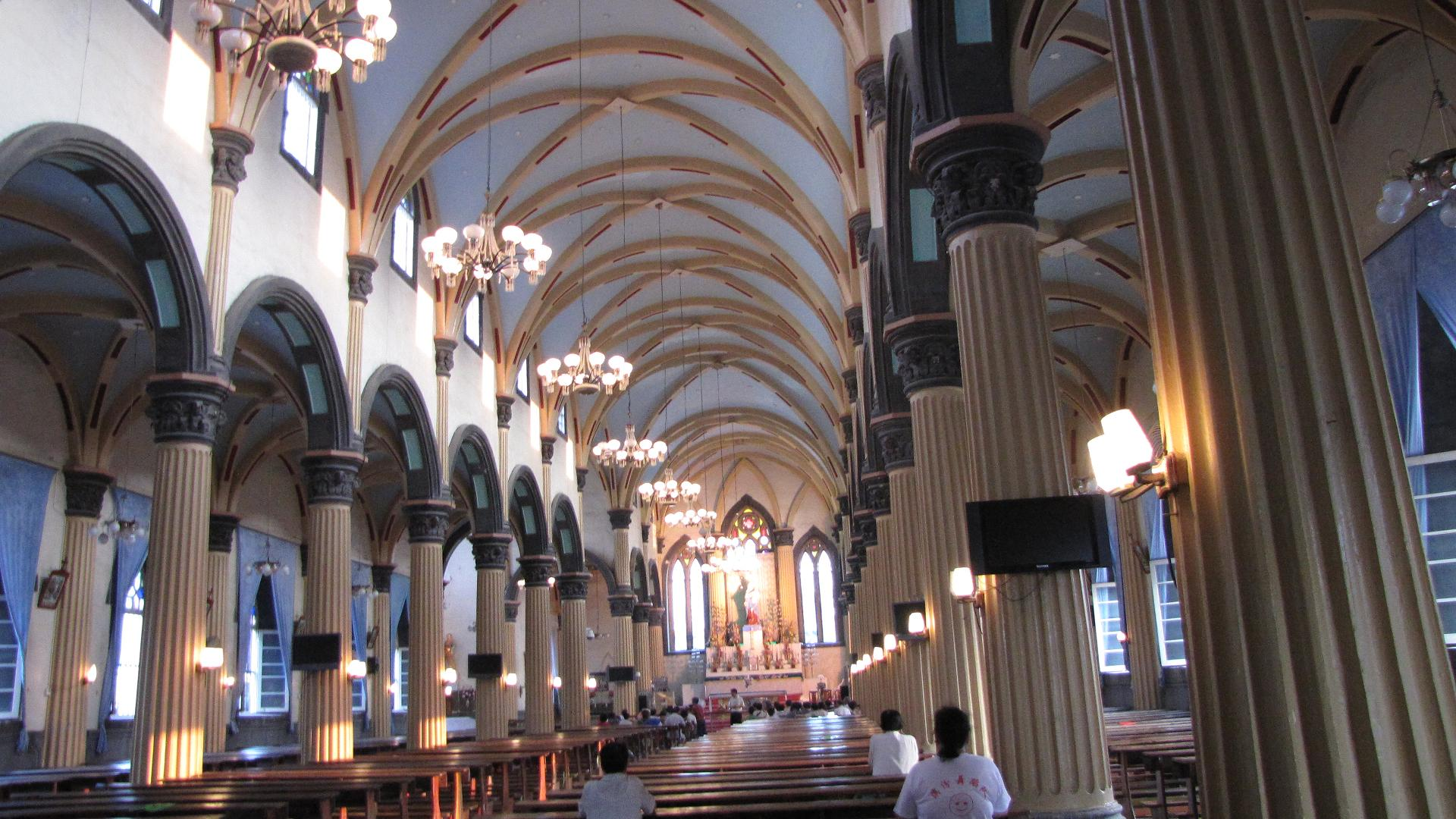
泛船浦天主堂内部